# Тимошкин, Алексей Анатольевич
Алексей Анатольевич Тимошкин (род. 27 июля 1971) — российский дзюдоист, чемпион и призёр чемпионатов России, призёр чемпионата Европы.

## Спортивные достижения
- Чемпионат России по дзюдо 1992 года — ;
- Чемпионат России по дзюдо 1996 года — ;